# Yokel Hero
«Yokel Hero» (titulado «Héroe de Yokel» en Hispanoamérica y «El cantante paleto» en España) es el decimocuarto episodio de la trigésimasegunda temporada de la serie de televisión de animación estadounidense Los Simpson, y el 698 en total. Se emitió en los Estados Unidos en Fox el 7 de marzo de 2021. El episodio fue dirigido por Rob Oliver y escrito por Jeff Martin y Samantha Martin.
En este episodio, Homer dirige a Cletus mientras se convierte en una estrella del country hasta que es despedido cuando Cletus alcanza el éxito. Albert Brooks aparece como invitado en el papel de Slick Manager. El episodio recibió críticas generalmente positivas y fue visto en directo en Estados Unidos por 1,38 millones de espectadores.

## Trama
En el cumpleaños de Carl en Moe's, Homer se pierde la cena familiar, molestando enormemente a su esposa Marge. Homer se emborracha y acaba en la cárcel. Marge le prohíbe entonces el acceso a la casa durante toda la noche para poner fin a su insensata y borracha conducta. Homer, en una celda, se siente apenado y cree haber metido la pata, pero Cletus le anima con una bonita canción a la guitarra acústica. Al darse cuenta de lo equivocado de su conducta, Homer vuelve a casa con Bart, Lisa, Maggie y Marge para decirles que lo siente y jura ser mejor padre y marido.
Al darse cuenta de que Cletus podría convertirse en un cantante famoso, Homer se convierte en el representante de Cletus. Cletus empieza a cantar en bares de mala muerte, pero progresivamente va subiendo de categoría y se hace más popular. Cletus tiene tanto éxito que consigue aparecer en el programa de Elin Degenerous. Allí dice a sus fans que ataquen al jefe Wiggum porque le impidió hacer alcohol ilegal. Despide a Homer porque ahora es un gran cantante y quiere contratar a un manager profesional.
Cletus contrata a un nuevo manager que le ofrece una marca de moonshine con Duff Man como mascota. Firma con él un contrato en blanco. Sin Cletus, Homer vuelve a las andadas. Marge obliga a Homer a devolver a Cletus a su familia. Homer y Marge no tienen éxito, pero cuando ve a Brandine y a sus hijos, decide dejarlo y volver a casa.

## Producción

### Desarrollo
El episodio fue escrito por Jeff Martin y su hija Samantha Martin. Jeff escribió el episodio de la quinta temporada «Homer's Barbershop Quartet», y la canción que aparece en ese episodio, «Baby on Board», fue inspirada por Samantha. Jeff y Samantha escribieron este episodio con la hija de Samantha durmiendo a su lado, y Samantha también grabó tres maquetas de canciones para el episodio.

### Reparto
Albert Brooks hace su novena aparición como estrella invitada en este episodio como gerente de Slick. Brooks interpretó anteriormente a Russ Cargill en La película de Los Simpson y actuó como invitado en siete episodios anteriores: «The Call of the Simpsons», «Life on the Fast Lane», «Bart's Inner Child», «The Heartbroke Kid», «500 llaves», «Bull-E» y puso voz a Hank Scorpio en «Sólo se muda dos veces». Como siempre, aparece acreditado como A. Brooks. El productor ejecutivo Al Jean elogió su actuación por cómo realzaba lo que estaba escrito.

### Mercadotecnia
En 2021, Fox publicó ocho imágenes promocionales del episodio.

## Recepción

### Audiencia
En Estados Unidos, el episodio obtuvo una audiencia de 0,45 y fue visto en directo por 1,38 millones de espectadores, siendo el programa más visto de Fox esa noche.

### Respuesta de la crítica
Tony Sokol de Den of Geek dijo: «Los Simpson ofrecen una visión muy matizada de varios temas trillados. Sabemos que "Yokel Hero" tendrá un final predeterminado, porque Cletus es un habitual de la serie y está atrapado para siempre en su papel local». También calificó el episodio con 4 de 5 estrellas. Jesse Bereta de Bubbleblabber dio al episodio un 6,5 sobre 10. Pensó que el episodio era una repetición de episodios anteriores con Homer como manager de un músico. También pensó que la trama era predecible.